# Geislingen (Steige) (stacja kolejowa)
Geislingen (Steige) – stacja kolejowa w Geislingen an der Steige, w kraju związkowym Badenia-Wirtembergia, w Niemczech. Znajdują się tu 2 perony.